# Jardin botanique de Nairobi
Le jardin botanique de Nairobi (en anglais : Nairobi Botanic Gardens) est un jardin botanique de 7 hectares d'extension aux alentours de Nairobi, au Kenya. Il est membre du BGCI, et présente des travaux pour l'Agenda International pour la Conservation dans les Jardins Botaniques, son code d'identification international comme institution botanique, ainsi que les sigles de son herbier est NAIRM.

## Situation
Le jardin botanique est situé au sud ouest de Westlands et au sud de Parklands.

## Histoire
En 1995 une équipe de consultants de Kew, de botanistes de l'herbier de l'Afrique de l'Est et du personnel du Musée national de Nairobi ont désigné l'actuel emplacement du jardin botanique à seulement 1,5 kilomètres du centre-ville de Nairobi.
Dès le début, des objectifs à atteindre ont été fixés pour respecter les critères semblables aux autres jardins botaniques internationaux, qui sont destinés à l'éducation, aux loisirs publics, à la conservation et à la recherche, et sont représentés à travers ce jardin, où les musées nationaux du Kenya continuent de consolider et de chérir leur patrimoine naturel.

## Collections

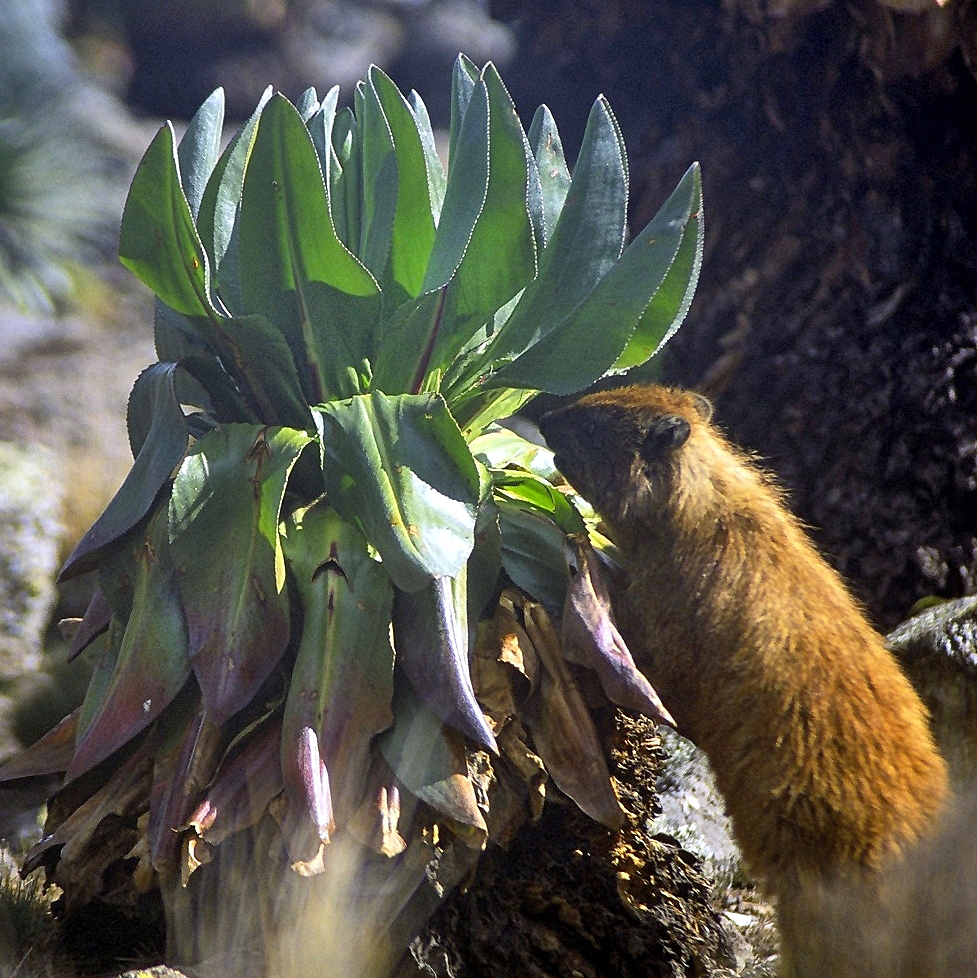
Dendrosenecio keniensis, Plante endémique du Kenya.

Le jardin botanique de Nairobi héberge 17 jardins thématiques, avec 600 espèces de plantes indigènes et 80 exotiques, exhibées dans un espace cherchant à imiter les espaces naturels.
Parmi ces collections spéciales, certaines se distinguent :
- Succulentes,
- Collection d'orchidées,
- Palmiers,
- Cycadacées,
- Collection d'herbes,
- Collection de plantes grimpantes
- Arboretum.

Le jardin botanique maintient une banque de graines avec capacité de conservation de longue durée. 